# Jakub Sypek
Jakub Sypek (Nysa, 2001. április 7. –) lengyel korosztályos válogatott labdarúgó, a Widzew Łódź középpályása.

## Pályafutása

### Klubcsapatokban
Sypek a lengyelországi Nysa városában született. Az ifjúsági pályafutását a Zagłębie Lubin akadémiájánál kezdte.
2020-ban mutatkozott be a Zagłębie Lubin első osztályban szereplő felnőtt keretében. A 2021–22-es szezon első felében a másodosztályú Górnik Polkowice csapatát erősítette kölcsönben. 2022. július 12-én hároméves szerződést kötött a Widzew Łódź együttesével. Először a 2022. július 17-ei, Pogoń Szczecin ellen 2–1-re elvesztett mérkőzés 78. percében, Ernest Terpiłowski cseréjeként lépett pályára. Első gólját 2022. szeptember 17-én, a Stal Mielec ellen idegenben 3–0-ra megnyert találkozón szerezte meg.

### A válogatottban
Sypek két mérkőzés erejéig tagja volt a lengyel U18-as válogatottnak.

## Statisztikák
2022. szeptember 17. szerint
| Klub                          | Szezon   | Osztály     | Bajnokság | Bajnokság | Kupa és Ligakupa | Kupa és Ligakupa | Nemzetközi | Nemzetközi | Összesen | Összesen |
| Klub                          | Szezon   | Osztály     | Meccs     | Gól       | Meccs            | Gól              | Meccs      | Gól        | Meccs    | Gól      |
| ----------------------------- | -------- | ----------- | --------- | --------- | ---------------- | ---------------- | ---------- | ---------- | -------- | -------- |
| Zagłębie Lubin                | 2019–20  | Ekstraklasa | 2         | 0         | 0                | 0                | —          | —          | 2        | 0        |
| Zagłębie Lubin                | 2020–21  | Ekstraklasa | 1         | 0         | 0                | 0                | —          | —          | 1        | 0        |
| Zagłębie Lubin                | Összesen | Összesen    | 3         | 0         | 0                | 0                | 0          | 0          | 3        | 0        |
| Górnik Polkowice (kölcsönben) | 2021–22  | I Liga      | 11        | 1         | 1                | 0                | —          | —          | 12       | 1        |
| Widzew Łódź                   | 2022–23  | Ekstraklasa | 8         | 1         | 1                | 0                | —          | —          | 9        | 1        |
| Összesen                      | Összesen | Összesen    | 22        | 2         | 2                | 0                | 0          | 0          | 24       | 2        |